# تک‌پرهای سرسیاه
تک‌پرهای سرسیاه یا تک‌روهای سرسیاه (نام علمی: Entomodestes) نام یک سرده از تیره توکایان است.